# Gale (cratera)
Gale é uma cratera de impacto em Marte. Possui aproximadamente 150 km de diâmetro e se situa próxima à borda das terras baixas de Elysium Planitia na latitude 4.6º S, longitude 137.2º E. Sua idade data de aproximadamente 3.5 a 3.8 bilhões de anos. Seu nome vem de Walter Frederick Gale.
Uma característica incomum de Gale é um enorme montículo de debris(detritos) ao redor do seu pico central, monte Sharp, elevando-se 5.5 km acima do solo a norte da cratera e 4.5 km acima do solo a sul da cratera – pouco acima da borda sul da cratera em si. Esse montículo é composto de material estratificado e pode ter sido depositado por um período de aproximadamente 2 bilhões de anos. A origem desse montículo não é conhecida com certeza, mas a pesquisa sugere que que este seja os remanescentes erodidos de camadas sedimentares que outrora cobrira a cratera completamente, possivelmente originalmente depositadas em em leito de um lago.  No entanto, sua natureza ainda é alvo de debate.

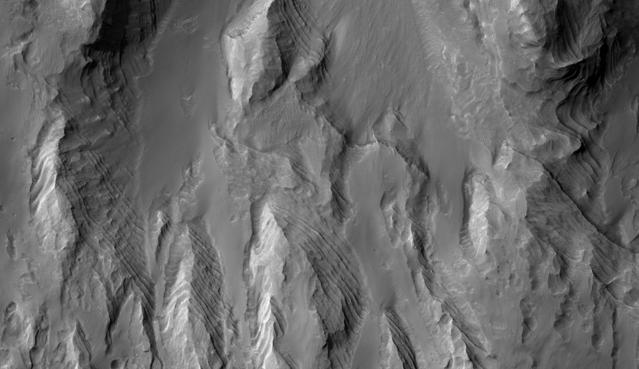
Camadas na cratera Gale vistas pela HiRISE.  As camadas podem ter sido formadas por deposição em um lago ou partículas sopradas pelo vento.
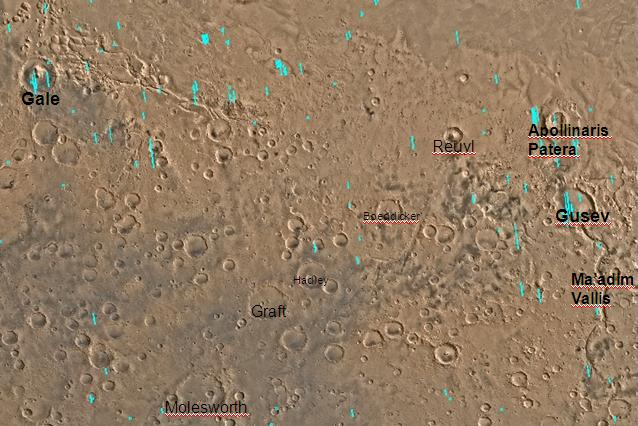
Mapa do quadrângulo de Aeolis. A cratera Gale se situa no canto esquerdo superior do mapa. Uma grande pilha de rochas em camadas repousa no meio da cratera.

Gale foi um dos locais propostos para a aterrissagem em 2003 das missões Mars Exploration Rover e Mars Science Laboratory e um dos principais candidatos para ser o local de pouso da ExoMars, da ESA. Numerosos canais erodidos em flancos dos montículos poderiam dar acesso às camadas para estudo..

## Busca por vida
Em 2011 a Nasa escolheu a cratera Gale como alvo de exploração do rover Curiosity, a fim de buscar sinais de vida no planeta vermelho.
Os dados coletados da cratera pelas rovers e pelos orbitadores revelaram evidências tanto de água no passado (e possivelmente presente) quanto de moléculas orgânicas simples - os dois ingredientes essenciais para a vida. Em dados coletados pelo rover Curiosity, pesquisadores descobriram o boro, um elemento químico que pode estabilizar os açúcares usados para produzir RNA. Pesquisadores da NASA propuseram que esta parte de Marte possa ter sido habitada há apenas 5 milhões a 10 milhões de anos terrestres. Após a conclusão de análises adicionais, os pesquisadores também postularam que a composição da água na atmosfera durante esses períodos era semelhante à observada nas partes mais secas do deserto de Atacama no Chile, onde os micróbios foram encontrados vivendo em solo extremamente árido.
Rochas sedimentares hesperianas dentro da cratera revelaram depósitos fluvio-lacustres portadores de argila com ocorrências esporádicas de minerais de sulfato, principalmente como veias diagonéticas e concreções tardias. Os cientistas especulam que as formações geológicas podem ter se parecido com os lagos de sal no Altiplano da América do Sul e podem responder quando e por quanto tempo Marte foi capaz de suportar a vida microbiana na superfície.